# Montréal-Ouest
Montréal-Ouest (Inglés: Montreal West) es un municipio en la provincia de Quebec, Canadá, situado en la periferia de Montreal. Es una de las ciudades que conforman la Comunidad metropolitana de Montreal y a su vez, hace parte de la aglomeración de Montreal y de la región administrativa de Montreal.
El 1 de enero de 2002, junto con los distritos vecinos de Côte-Saint-Luc y Hampstead, se ha fusionado dentro de la Ciudad de Montreal y pasó a ser conocido como Côte-Saint-Luc-Hampstead-Montreal-Ouest, aunque el 97% de la ciudadanía voto en su contra. La población votó el 20 de junio de 2004 su separación y Montreal-Ouest se restableció como ciudad el 1 de enero de 2006.  
También conocido como "MoWest", Montreal-Ouest es una pequeña, y muy unida comunidad suburbana compuesta principalmente de viviendas unifamiliares. La ciudad se compone en gran parte de familias jóvenes, y tiene una población total de 5 332 (2005). La ciudad ocupa 1,6 km². Alrededor del 85% de la población de Montreal-Ouest utilizar el Inglés como lengua materna.
Montreal-Ouest se caracteriza por tener el más alto rating de Quebec en escuela secundaria pública de habla inglesa, Real Academia Oeste (Royal West Academy, en el puesto número 39.º general en 2005 por el Fraser Institute). La ciudad es también el hogar de la más antigua amateur Gilbert and Sullivan Opera Company de Canadá, la Sociedad operistica de Montreal-Ouest. Pistas de tenis de tierra batida, Montreal-Ouest Curling Club, una piscina y una pista de hielo cubierta también se pone de relieve de la ciudad.

## Gobierno

### Consejo de la Ciudad
La ciudad de Montreal-Ouest está gobernada por su alcalde, Stuart Campbell y cuatro concejales.
- Colleen Feeney (Finanzas y administración)
- Beny Masella (Seguridad ciudadana)
- Joe Mckenzie (Trabajos públicos)
- Elizabeth Ulin (Servicios de Recreación y Culturales)

### Lista de Alcaldes
1897 - William Smithson Lingley

1898 - Charles McClatchie

1899 - B.W. Grigg

1900 - J.J. Kirkpatrick

1901 - Walter C. Flyfe

1902 - Edward J. Bedbrook

1903 - C.C. Ballantyne

1904 - Edward J. Bedbrook

1905 - William Smithson Lingley

1906 - J.J. Kirkpatrick

1908 - Edward J. Bedbrook

1909–1910 - C.J. Davies

1911–1927 - James Ballantyne

1927–1935 - Harry Aird

1935–1943 - James R. Pearson

1943–1948 - Robert Hope Ross

1948–1954 - George W. Hodgson

1954–1963 - Forest Norman Wiggins

1963–1965 - Everett Charles Kirkpatrick (Hijo del Alcalde J.J. KIRKPATRICK)

1965–1973 - Robert Arthur McQueen

1973–1977 - Alistair Reekie

1977–1989 - Roy D. Locke

1989–2001 - John A. Simms

2002–2005 - Part of the city of Montreal

2006–present - Campbell Stuart

### Políticos federales y provinciales
La ciudad de Montreal-Ouest comparte una federación con los barrios de Montreal del distrito de Notre-Dame-de-Grâce y Lachine. La federación es conocida como Notre-Dame-de-Grâce-Lachine y su Miembro del Parlamento es Liberal, Marlene Jennings.
Respecto a la provincia, Montreal-Ouest comparte una vez más una federación con Notre-Dame-de-Grâce. La federación es conocido como  Notre-Dame-de-Grâce y su  Miembros de la Asamblea Nacional es  Liberal Kathleen Weil.

## Demografía
La siguiente tabla muestra la composición demográfica de la ciudad por la lengua materna. Los datos reflejan el paisaje lingüístico de la ciudad en 2006:
| Lengua materna                      | Población | Porcentaje |
| ----------------------------------- | --------- | ---------- |
| Idioma inglés                       | 3,430     | 66.3%      |
| Idioma francés                      | 745       | 14.4%      |
| Inglés y Francés                    | 45        | 0.9%       |
| Inglés y lengua no oficial          | ~         | ~          |
| Francés y lengua no oficial         | 20        | 0.4%       |
| Inglés, Francés y lengua no oficial | 10        | 0.2%       |
| Idioma italiano                     | 330       | 6.4%       |
| Idioma rumano                       | 60        | 1.2%       |
| Idioma alemán                       | 50        | 1.0%       |

| Lengua materna   | Población | Porcentaje |
| ---------------- | --------- | ---------- |
| Idioma polaco    | 50        | 1.0%       |
| Idioma chino     | 45        | 0.9%       |
| Idioma español   | 45        | 0.9%       |
| Idioma árabe     | 35        | 0.7%       |
| Idioma hebreo    | 25        | 0.5%       |
| Idioma ucraniano | 25        | 0.5%       |
| Yiddish          | 25        | 0.5%       |
| Idioma griego    | 20        | 0.4%       |
| Idioma ruso      | 20        | 0.4%       |

## Eventos

### Día de Canadá
El Canada Day o día de Canadá es el evento más grande del año de la comunidad en Montreal-Ouest. Los residentes organizan un desfile que transcurre principalmente por la calle principal de Westminster y termina en el Strathern Park. Las carrozas representadas en el desfile incluyendo a las organizaciones y clubes ubicados en la ciudad, así como algunas creadas personalmente por los residentes.

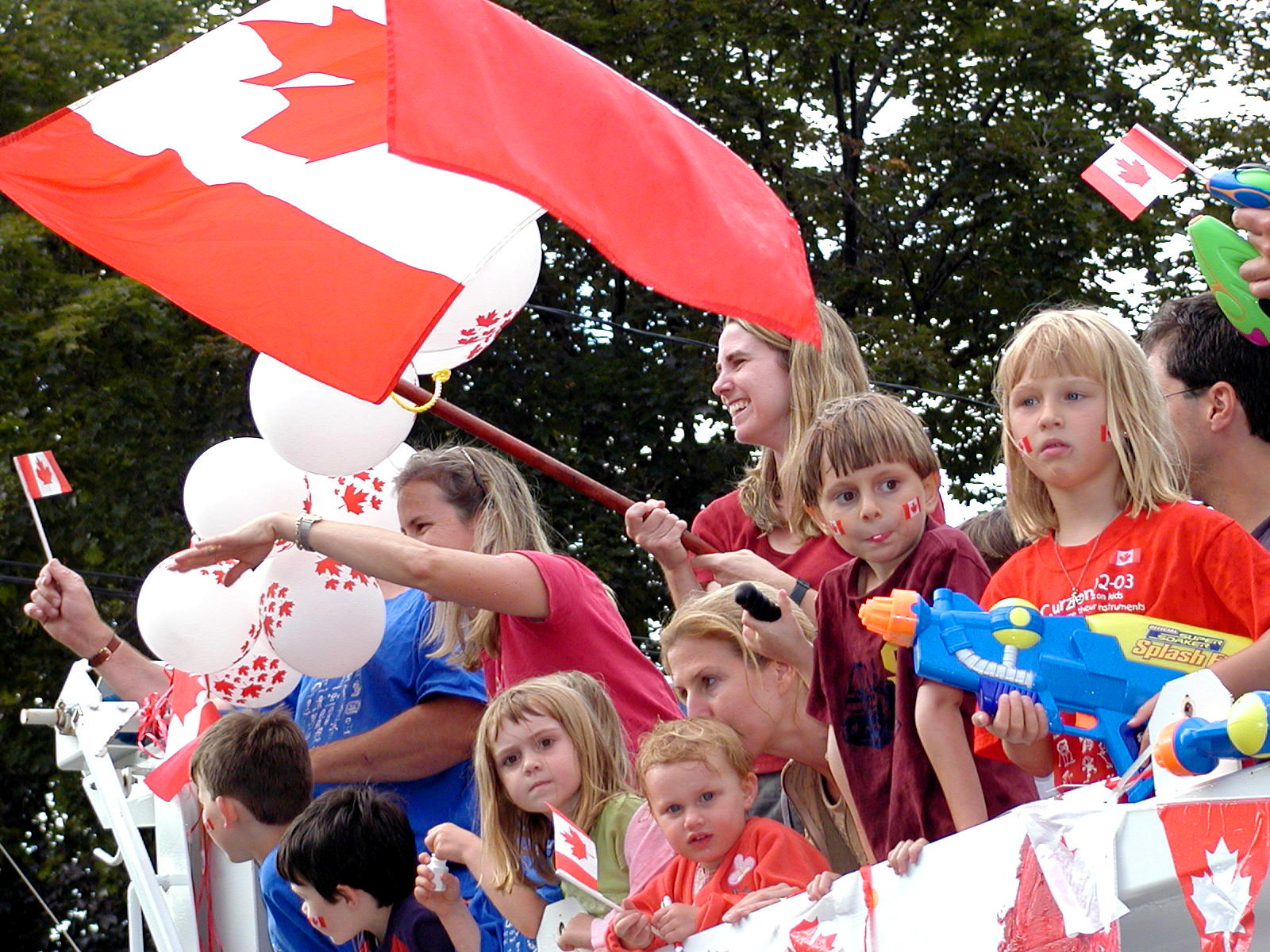
Montreal-Ouest en el Canada Day en Westminster Avenue

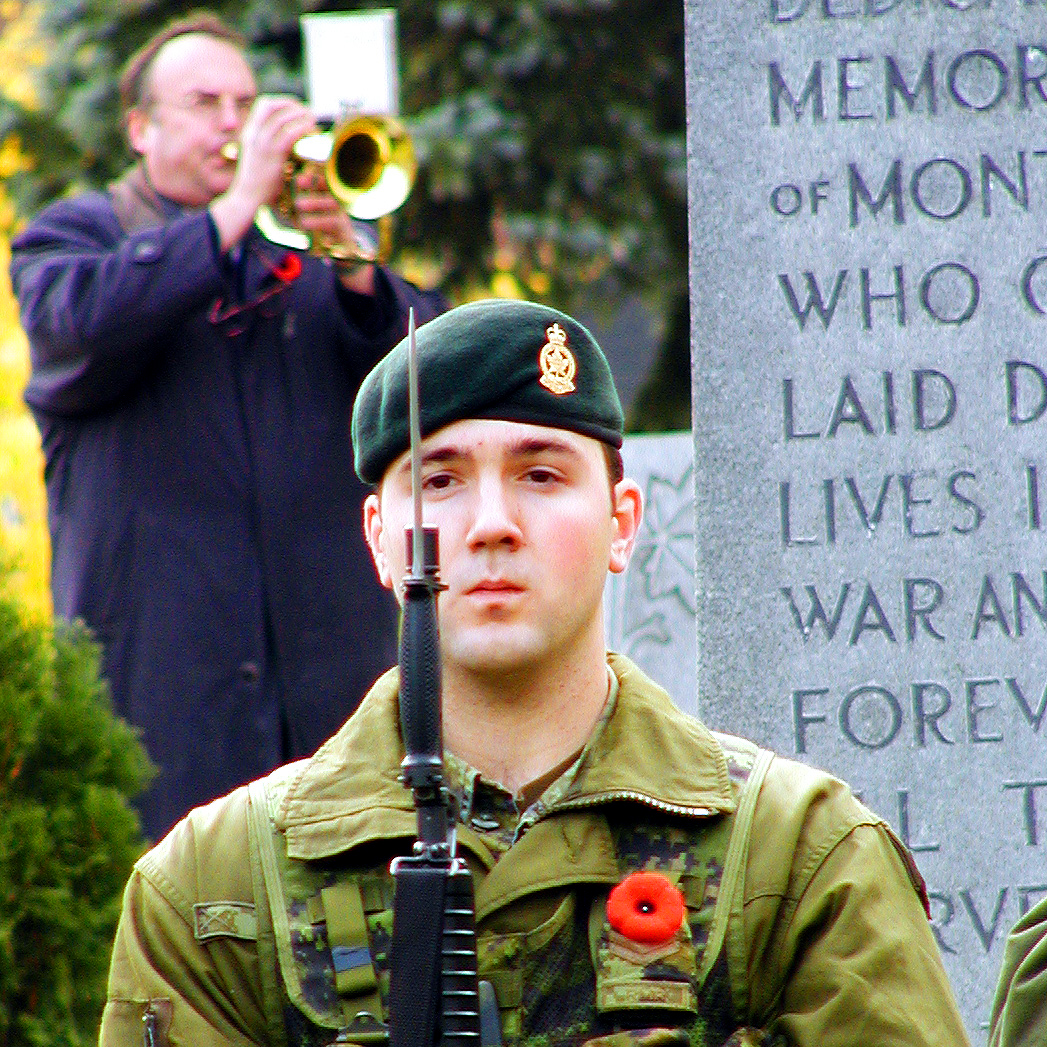
Día de ceremonia en Montreal-Ouest

En algunos años, ha habido guerras de agua entre residentes y los miembros del desfile (sobre todo carroza de la piscina). En las guerras de agua durante estos años se han observado globos de agua y super soaker (pistolas de agua), así como una extraña manguera sacada de una casa. Los organizadores han tratado de minimizar estas actividades en los últimos años a fin de no desvirtuar el desfile en sí, con éxito variable. Tras el desfile, los residentes llegan a Strathern Park a un gigantesco pícnic/barbacoa. Muchos juegos infantiles y las actividades en el parque, así como en el cercano Percival Park. El evento final de la noche son los fuegos artificiales, que tienen lugar en torno a 10 p. m. en Hodgson Field.

### Fiesta nacional de Quebec
Anualmente el 24 de junio hay un pícnic en el Davies Park, con música realizada por músicos quebequeses de habla francófona. En la noche, se hace una gran hoguera en el centro del parque.

### Garbage Bowl
La Garbage Bowl (juego de desperdicio) es una tradición que se celebra el 1 de enero de cada año, donde los hombres de Montreal-Ouest separados en dos equipos, el Combinado del Norte y los Bombarderos del Sur, y juegan un partido de fútbol en el gélido clima. Desde 1950, los equipos se han puesto pijamas procedentes de donaciones, alimentos y pines conmemorativos a la caridad.

## Asociaciones y Clubs
- Art Etc.
- Montreal-Ouest Scout Group
- Montreal-Ouest Girl Guides Group
- Montreal-Ouest 50 Plus Travel Club
- Montreal-Ouest Horticultural Society
- Montreal-Ouest Operatic Society
- Montreal-Ouest Curling Club (MWCC) 
  - Fundado en 1912, es uno de los más antiguos clubes de Quebec. Tiene más de 300 miembros y tiene cuatro pistas de curling.
- Montreal-Ouest Tennis Club
  - 4 pistas de tierra batida.

## Educación
Montreal-Ouest tiene una escuela secundaria anglófona, Royal West Academy. También cuenta con dos escuelas primarias de habla inglesa, Elizabeth Ballantyne School y Edinburg Elementary School que ofrecen una inmersión en francés. Estas escuelas forman parte de la English Montreal School Board (EMSB). En cuanto a las bibliotecas, el municipio cuenta con una biblioteca infantil en cada una de las mencionadas escuelas. Otra se encuentra en el Royal West Academy. Una biblioteca de adultos también se encuentra en Westminster Avenue.

## Espacios públicos
La ciudad de Montreal-Ouest ha incorporado muchos de los espacios públicos orientados para las familias de las afueras de una gran ciudad. Tiene un gran número de parques públicos, una pista de patinaje sobre hielo cubierta, y una piscina pública. En materia de servicios, la ciudad tiene su propia concejalia de obras públicas, una estación de bomberos, un centro comunitario (en nombre del exalcalde John A. Simms), y un Ayuntamiento.

## Transporte público
Montreal-Ouest cuenta con los servicios de seis líneas de autobuses (Société de transport de Montreal). Cada uno de estos se conecta a una estación de metro (Metro de Montreal). La Estación de Trenes de Montreal-Ouest también da servicio a la zona. Los trenes que circulan a través de esta estación conectan a los pasajeros del centro de Montreal con los barrios de uno de los extremos, y las otras tres rutas partidas fuera de la ciudad en el otro extremo.

## Establecimientos locales
El núcleo de negocios de Montreal-Ouest se encuentra en Westminster Avenue entre Milner y Curzon. Se compone exclusivamente de pequeños establecimientos, y no hay empresas de franquicia. De particular interés es el Mini-Coût Depanneur, que es la tienda más popular de la zona. La tienda ha estado en funcionamiento en la zona durante más de 20 años. La Quality Fruit Bowl, la tienda de productos locales, ha estado en funcionamiento casi el mismo tiempo. También hay que resaltar la farmacia local, Budning Pharmacy, que ha estado en el mismo sitio durante más de 50 años. Chien-Chaud, el comedor local, es muy popular a la hora del almuerzo por la multitud de la Royal West Academy, una cercana escuela de secundaria, y el Bistro Westminster, Omiros anteriormente, es la gran ludoteca del barrio del baby boom.

## Iglesias
Montreal-Ouest incluye tres iglesias de tamaño medio. Una de ellas es la United and uniting churches o Iglesia Unida de Montreal-Ouest, otra es una iglesia anglicana (Iglesia de San Felipe o St. Philip's Church), y la última es la iglesia presbiteriana Montreal-Ouest Presbyterian Church (Montreal-Ouest Iglesia Presbiteriana). La Iglesia Unida de Montreal-Ouest alquila espacio a un servicio de pentecostales (Asamblea de vencedores).

## Parques
| Nombre                   | Localización                | Nombre Original | Instalaciones |
| Dave Reid Park           | Bedbrook                    | En nombre de Dave Reid fue superintendente de la Legión Memorial Rink desde su inauguración en 1966 hasta su muerte en 1980. | 1 Gimnasio |
| Davies Park              | Westminster South/Ainslie   | Anteriormente llamado Edgar Davies Park. El nombre de George y Edgar Davies quien eran dueños de Davies Hermanos, una tienda de comestibles ubicada en el 56 de Westminster hace muchos años. Eran muy activos en la comunidad durante mucho tiempo. Asimismo, anteriormente llamado South Park. | Montreal-Ouest centro de comunidad, 2 pistas de hielo al aire libre en Invierno, 1 chalet.                                                                                      |
| George Booth Park        | Bedbrook/Curzon             | En nombre del Jefe de Bomberos George Booth que murió en el desempeño de sus funciones en un incendio en 1975. | 1 campo de baseball, 1 gimnasio. |
| Hodgson Park             | Bedbrook/Nelson             | En nombre de G.W. Hodgson, Alcalde de Montreal-Ouest 1948-54. | 1 cancha de baloncesto, 1 campo de fútbol, 1 Recreativo y 1 Pista de Hockey sobre hielo al aire libre y pista de patinaje sobre hielo en invierno, 1 piscina, 1 pista de futing |
| John A. Simms Park       | Avon/Westminster            | En nombre de John A. Simms, Alcalde de Montreal-Ouest 1989–2002 | |
| Kirkpatrick Park         | Easton                      | En nombre de J.J. Kirkpatrick, Alcalde de Montreal-Ouest 1900-1906, y Everett Kirkpatrick, Alcalde 1963-1965. Anteriormente llamado Easton Park | 1 gimnasio |
| Memorial Park            | Westminster/Ainslie         | | |
| Percival Park            | Percival                    | | 2 campos de baseball |
| R.D. Paul Park (cerrado) | Garden/Brock                | En nombre de R.D. Paul que construyó muchos de los hogares en esta sección de la ciudad. Vivió en este ámbito de contratación y llevó a cabo un negocio que ahora es dirigido por su yerno. Muchos miembros de su familia todavía viven en esta área.                                            | |
| Ronald Park              | Ronald/Brock South          | En nombre de una calle adyacente. | |
| Roy D. Locke Park        | Ballantyne/Sherbrooke Ouest | En nombre de Roy D. Locke, Alcalde de Montreal-Ouest 1977–1989, antes Ballantyne Park | 1 gimnasio |
| Rugby Park               | Rugby/Radcliffe             | En nombre de una calle adyacente | 1 jungle gym, 1 children's swimming pool |
| Sheraton Park            | Cote St. Luc Rd/Sheraton    | En nombre de una calle adyacente | |
| Strathearn Park          | Strathearn/Parkside         | En nombre de una calle adyacente, usado para designar North park | 2 gimnasios, 1 piscina infantil |
| Toe Blake Park           | Banstead/Sheraton           | En nombre de la estrella de los Canadiens de Montréal, jugador de hockey and Coach (hockey) que vivía en una casa al sur de la parte oeste del parque. | |

## Célebres residentes
- Stuart McLean, escritor.